# Flying Doctors
Flying Doctors é uma série de televisão belga de 2014 produzida pela Geronimo Productions com exibição no canal público da Bélgica Eén. O programa foi nomeado para um Emmy Internacional.

## Enredo
Três médicos (Sam Proesmans, Toon Van Genechten e Filip Couturier) e um piloto (Anthony Caere) viajam em um avião ambulância para o Parque Nacional de Virunga no leste do Congo. A série de Flying Doctors, segue o quarteto na aventura de suas vidas. Em um Cessna eles atravessam a Europa, o Mediterrâneo e seis países da África oriental. O objetivo final: chegar ao parque mais antigo da África.

## Elenco
- Sam Proesmans ... Ele mesmo
- Toon Van Genechten ... Ele mesmo
- Filip Couturier ... Ele mesmo
- Anthony Caere ... Ele mesmo